# 테라노바 원정

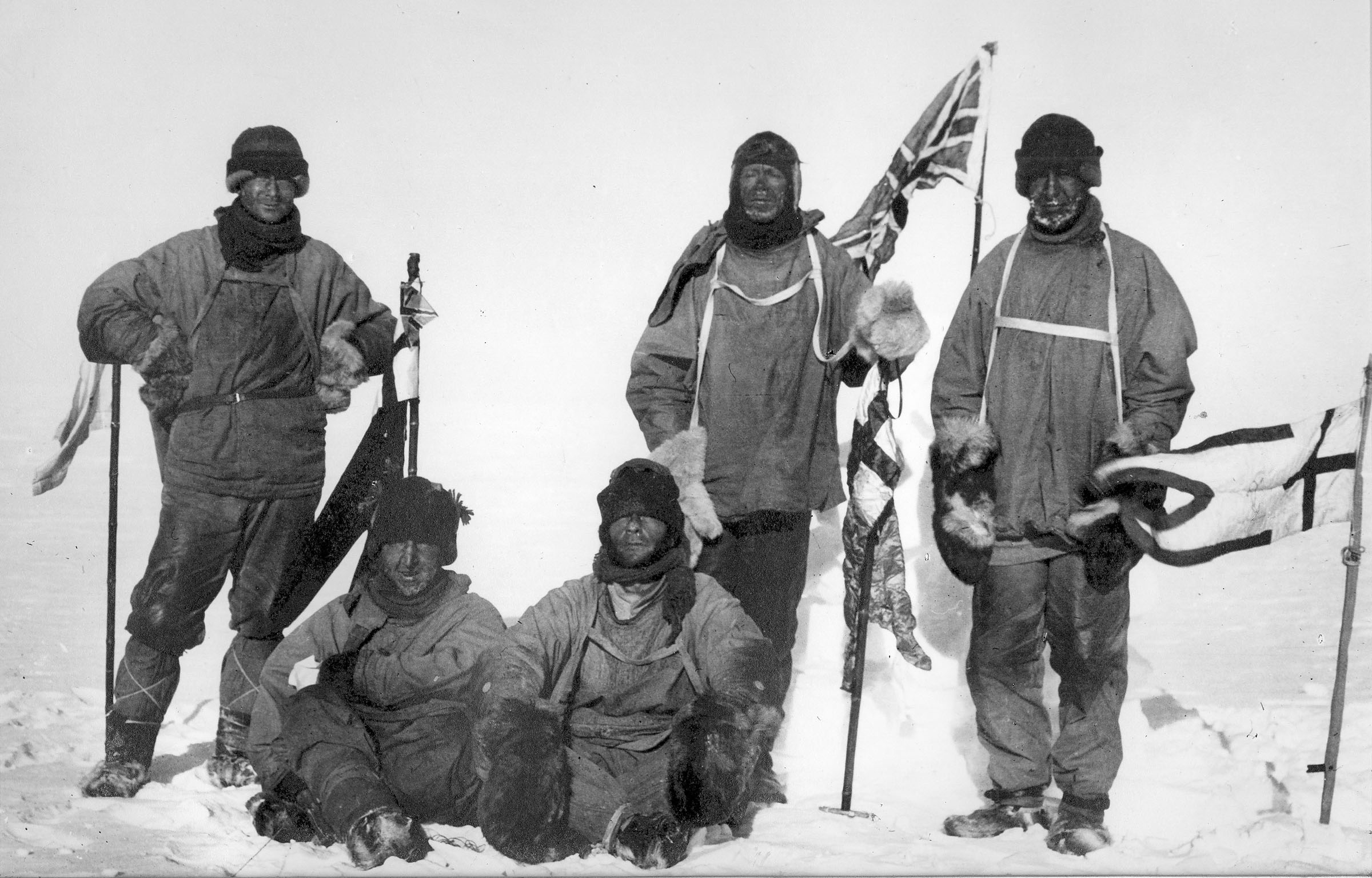
1912년 1월 18일, 남극점에 도달한 원정대의 모습. 후열 왼쪽부터 오른쪽으로 에드워드 에이드리언 윌슨, 로버트 팰컨 스콧, 로런스 오츠, 앞열 왼쪽부터 오른쪽으로 헨리 로버트슨 바워스, 에드거 에번스.

테라노바 원정(영어: Terra Nova Expedition)은 1910년부터 1913년에 로버트 팰컨 스콧이 이끄는 영국의 남극 원정이며, 주요 목적은 과학적 실험, 관찰과 표본 채집, 지리적 남극점에 도달하는 것이었다. 스콧과 4명의 대원이 1912년 1월 17일에 남극점에 도달했지만, 그곳에서는 로알 아문센이 이끄는 노르웨이 원정대가 33일 전에 도달하였다. 남극점으로부터의 돌아오는 길에 원정대 전원이 사망하였다. 시체, 일지, 사진의 일부가 8개월 후의 수색대에 의해 발견되었다.

## 같이 보기
- 남극 탐험의 영웅시대